# Лајнфелден-Ехтердинген
Лајнфелден-Ехтердинген (њем. Leinfelden-Echterdingen) град је у њемачкој савезној држави Баден-Виртемберг. Једно је од 44 општинска средишта округа Еслинген. Према процјени из 2010. у граду је живјело 37.029 становника. Посједује регионалну шифру (AGS) 8116078.

## Географски и демографски подаци
Лајнфелден-Ехтердинген се налази у савезној држави Баден-Виртемберг у округу Еслинген. Град се налази на надморској висини од 432 метра. Површина општине износи 29,9 km². У самом граду је, према процјени из 2010. године, живјело 37.029 становника. Просјечна густина становништва износи 1.239 становника/km².